# That's How You Know
"That's How You Know" je pop soundtrack iz filma Začarana. Skomponiral jo je Alan Menken, besedilo pa je napisal Stephen Schwartz. Pesem samo je zapela Amy Adams, v ozadju pa lahko slišimo Marlona Saundersa in še več drugih pevcev. Film Začarana je skupaj s pesmijo izšel 20. novembra 2007 v Združenih državah Amerike.
Kot film je bila tudi pesem napisana kot samo-parodija na prejšnja Disneyjeva dela, kot so pesmi "Under the Sea" iz animiranega filma Mala morska deklica in "Be Our Guest" iz animiranega filma Lepotica in zver, obe pa - in to ne po naključju - je napisal Alan Menken.
Pesem je bila leta 2007 na nominirana za nagrado Broadcast Film Critics Association Award v kategoriji za "najboljšo pesem". V tistem letu je pesem prejela tudi nominaciji za nagrado Zlati globus (v kategoriji za "najboljšo izvirno pesem") in za nagrado Oskar (v kategoriji za "najboljšo izvirno pesem"). Poleg tega je na podelitvi Grammyjev prejela tudi nominacijo za nagrado Grammy v kategoriji za "najboljšo pesem, napisano za film, televizijo ali ostala vizualna dela".

## Kontekst
V filmu, pesem "That's How You Know" zapoje Amy Adams kot Giselle. Med sprehodom čez Centralni Park, Giselle vpraša Robertova (Patrick Dempsey), kakšen je njegov pogled na ljubezen po ugotovitvi, da je bil s svojim dekletom, Nancy (Idina Menzel), skupaj kar pet let, preden jo je zasnubil. Spontano začne peti "That's How You Know", da bi mu razložila, kako naj Nancy izkaže svoja čustva. Med tem ko poje in pleše po parku, se ji pridruži še nekaj ljudi. Sledijo ji do fontane, kjer dokončajo pesem.

## Ostale verzije

### Verzija Kristin Chenoweth
Med tem, ko je pesem "That's How You Know" v filmu zapela Amy Adams, je s Tonyjem nagrajena pevka in igralka Kristin Chenoweth, ki je v Broadwayskem muzikalu Wicked nastopila skupaj z Idino Menzel ("Nancy Tremaine" v filmu Začarana) s svojo verzijo pesmi skupaj s plesalci in Saundersom nastopila na 80. podelitvi nagrad Oskar. Malo pred tem je na ceramoniji nastopila tudi Adamsova, ki je samostojno zapela pesem "Happy Working Song".

### Verzija Demi Lovato
Pesem "That's How You Know" je za glasbeni album DisneyMania 6 zapela tudi ameriška pevka in igralka Demi Lovato. Njena različica je bila sicer zelo različna od prvotne, saj je imela v ozadju drugačne akorde, v njej pa je bil velik poudarek tudi na bobnih in električnih kitarah. Bil je njen prvi in hkrati tudi zadnji singl za album Princess DisneyMania.